# 1999 par pays en Europe
Chronologie de l’Europe
- 1995
- 1996
- 1997
- 1998
- 1999
- 2000
- 2001
- 2002
- 2003

Chronologie de l'Europe : Les évènements par pays de l'année 1999 en Europe. Les évènements thématiques sont traités dans 1999 en Europe

## Continent européen
- 1er janvier : introduction de l'euro dans 11 pays de l'Union européenne pour former l'Union économique et monétaire, ou encore zone euro. L'UEM est composée de l'Allemagne, l'Autriche, la Belgique, l'Espagne, la Finlande, la France, l'Irlande, l'Italie, le Luxembourg, les Pays-Bas et le Portugal. Le 1er janvier 1999 marque en même temps le début de la période de transition des monnaies nationales à l'euro.
- 18 juin : réunion à Cologne du G7, qui décide de réduire la dette des pays les plus pauvres.
- 24 décembre : le pape Jean-Paul II ouvre la Porte sainte dans la basilique Saint-Pierre de Rome, marquant ainsi le début du grand Jubilé de l'an 2000.

## Allemagne
- 13 janvier : le gouvernement vert et social-démocrate fait interdire le retraitement des déchets radioactifs à l'étranger (i.e. en France) à partir de 2000.
- 11 mars : démission d'Oskar Lafontaine de ses postes de ministre des finances de la République fédérale d'Allemagne et de président du SPD. Marqué à gauche, son départ montre l'orientation libérale du gouvernement social démocrate de Gerhard Schröder

## Andorre
- x

## Angleterre
- x

## Autriche
- 3 octobre : aux élections législatives, le Parti autrichien de la liberté (FPÖ), parti d'extrême droite de Jörg Haider, se classe deuxième avec 26 % des voix, derrière le Parti social-démocrate d'Autriche (SPÖ) du chancelier fédéral Viktor Klima mais devant le Parti populaire autrichien (ÖVP) du vice-chancelier Wolfgang Schüssel.

## Belgique
- x

## Biélorussie
- x

## Bosnie-Herzégovine
- x

## Bulgarie
- x

## Chypre
- x

### République de Chypre
- x

### République turque de Chypre du Nord
- x

## Croatie
- x

## Danemark
- x

## Écosse
- x

## Estonie
- x

## Finlande
- x

## Hongrie
- x

## Irlande
- x

## Islande
- x

## Kosovo
- x

## Liechtenstein
- x

## Lettonie
- x

## Lituanie
- x

## Luxembourg
- x

## Macédoine
- x

## Malte
- x

## Moldavie
- x

## Monaco
- x

## Monténégro
- x

## Norvège
- x

## Pays-Bas
- x

## Pologne
- x

## Portugal
- x

## Serbie
- x

## Slovaquie
- x

## Slovénie
- x

## République tchèque
- x